# Brockway H
Brockway H to autobus miejski, następca modelu Brockway i Brockway Lux. Największa różnica pomiędzy tym modelem a pozostałymi widoczna była z przodu. Typ H wyróżniał się nieco niższą i bardziej kanciastą osłoną chłodnicy oraz błotnikami, których krawędzie przednie sięgały aż do zderzaka. Sporych rozmiarów reflektory przednie zostały umieszczone na szczycie błotników. Nowością był korek wlewu wody do układu chłodzenia. Zaopatrzony w termometr wskazywał kierowcy aktualną temperaturę cieczy.